# Kawasaki Chōtarō
Kawasaki Chōtarō (japanisch 川崎 長太郎; geboren 26. November 1901 in der Nähe von Odawara (Präfektur Kanagawa); gestorben 6. November 1985) war ein japanischer Schriftsteller.

## Leben und Wirken
Kawasaki Chōtarō brach die Realschule ab. Während er einem Fischhändler im Familienbetrieb half, wurde er Mitarbeiter des Magazins „Minshū“ (民衆) – „Das Volk“ und veröffentlichte Gedichte.
1922 zog Kawasaki nach Tokio, und gründete im folgenden Jahr mit dem Dichter Okamoto Jun (岡本 潤; 1901–1978) und anderen das Poesiemagazin „Aka to kuro“ (赤と黒) „Rot und Schwarz“ und veröffentlichte anarchistische Gedichte. Nach dem Großen Kantō-Erdbeben 1923 verließ er jedoch die anarchistische Bewegung. 1925 veröffentlichte er, unterstützt von Tokuda Shūsei, den  Roman „Mudai“ (無題) – „Ohne Titel“, der ihm Anerkennung in der literarischen Welt, unter anderem von Kikuchi Kan, einbrachte. Er schrieb weiter autobiografisch gefärbte Romane und Kurzgeschichten, darunter 1930 „Michikusa“ (路草) – „Unkraut am Wege“, oder auch „Trödelei“.
Nach dem Zweiten Weltkrieg schrieb  Kawasaki gefühlvolle Kurzgeschichten, in denen er Liebesaffären alter Männer mit Odawara-Prostituierten darstellte. Dazu gehören „Makkō chō“ (抹香町) aus dem Jahr 1950 und „Hōsenka“ (鳳仙花) „Springkraut“ 1952. Er war einer der Schriftsteller, die sich dem „Ich-Roman“ gewidmet haben. 1980 erschien eine Gesamtausgabe in fünf Bänden.
1977 erhielt Kawasaki den Kikuchi-Kan-Preis.